# John Dawson Winter III
John Dawson Winter III är ett album av Johnny Winter, utgivet 1974

## Låtlista
1. Rock And Roll People. [John Lennon) - 2:46
2. Golden Olden Days of Rock and Roll. (Johnny Winter) - 3:03
3. Raised on Rock. (Mark James) - 4:43
4. Self-Destructive Blues. (Johnny Winter) - 3:29
5. Stranger. (Johnny Winter) - 3:56
6. Mind Over Matter. (Devora Brown / Ice-T) - 4:15
7. Roll with Me. (Rick Derringer) - 3:05
8. Love Song To Me. (Johnny Winter) - 2:06
9. Pick Up On My Mojo. (Johnny Winter) - 3:24
10. Lay Down Your Sorrows. (Johnny Winter) - 4:09
11. Sweet Papa John. (Johnny Winter) - 3:11

## Medverkande
- Johnny Winter - guitar, harmonica, vocals
- Edgar Winter - keyboards, saxophone, vocals
- Rick Derringer - guitar
- Randy Jo Hobbs - bass
- Richard Hughes - drums
- Kenny Ascher - keyboards
- Michael Brecker - saxophone
- Randy Brecker - trumpet
- Louis del Gatto - saxophone
- Paul Prestopino - percussion
- David Taylor - trombone
- Mark Kreider - backing vocals: Raised on Rock